# Emscote
Emscote – dzielnica miasta Warwick w Anglii, w hrabstwie Warwickshire, w dystrykcie Warwick. Leży 14 km od miasta Coventry. W 2016 miejscowość liczyła 6582 mieszkańców.